# Timothy Williamson

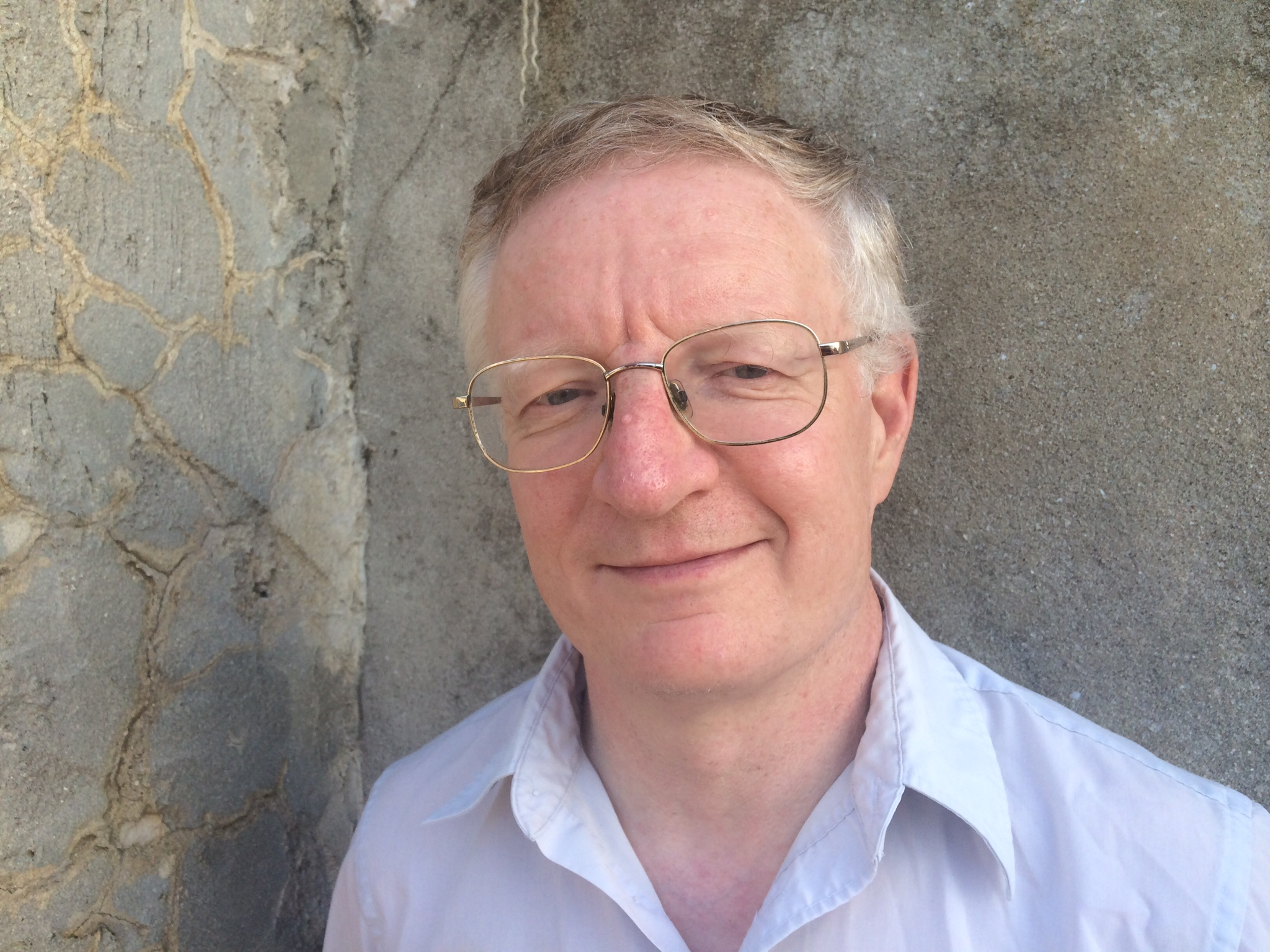
Timothy Williamson (2014)

Timothy Williamson (* 6. August 1955 in Uppsala) ist ein englischer Philosoph und Wykeham Professor für Logik an der Universität Oxford. Seine Thesen zur Metaphilosophie, Erkenntnistheorie, Philosophie des Geistes und Metaphysik werden in jüngeren philosophischen Auseinandersetzungen viel diskutiert.

## Leben
Williamson studierte Mathematik und Philosophie in Oxford und graduierte dort 1981. Von 1980 bis 1988 war er Lecturer am Trinity College Dublin, danach Lecturer und Fellow am University College Oxford. Von 1995 bis 2000 war er Professor für Logik und Metaphysik an der Universität Edinburgh, bis er schließlich nach Oxford zurückkehrte und dort Wykeham Professor für Logik und Fellow am New College wurde.
Von 2004 bis 2005 war Williamson Präsident der Aristotelian Society. 1997 wurde er zum Mitglied der British Academy gewählt. Seit 2007 ist er Mitglied der American Academy of Arts and Sciences. Er ist auswärtiges Mitglied der Norwegischen Akademie der Wissenschaften und seit 2013 ordentliches Mitglied der Academia Europaea. 2014 wurde er Ehrenmitglied der Royal Irish Academy.
Seit 2022 ist er Gastdozent an der Università della Svizzera italiana. Für 2024 wurde Williamson der Lauener Preis zugesprochen.

## Zentrale Thesen
In seinem 1994 veröffentlichten Lehrbuch zur Unschärfe vertritt Williamson einen Epistemizismus. Vagheit beschreibt die Situation, dass beim Versuch der Analyse eines Begriffs keine klare Grenze gezogen werden kann. Dass dies der Fall sei, so Williamson, bedeute jedoch nicht, dass es keine Grenze gebe. Vielmehr seien wir auch bei Phänomenen etwa der Farbwahrnehmung erst bei größeren Unterschieden zwischen zwei Farbtönen in der Lage festzustellen, dass es einen Unterschied gebe (obwohl sich physikalisch immer ein Unterschied messen lässt).
In seinem Buch zur Erkenntnistheorie versucht Williamson zu zeigen, dass der Begriff des Wissens unmöglich analysierbar sei. Der Grund für das Scheitern aller Versuche dieser Analyse liege bereits darin, dass eine Analyse von „Wissen“ immer eine Konjunktion von Konzepten sein müsse, wie etwa „wahre gerechtfertigte Meinung“. Da aber Wissen ein mentales (auf ein Subjekt verweisendes) Konzept, die Analyse-Konzepte jedoch nicht-mental seien, müsse jede Analyse mit diesen Werkzeugen durch seine nicht-individuelle Prägung vom eigentlichen Wissensbegriff verschieden sein. Es sei eine falsche Erwartung anzunehmen, der Wissensbegriff lasse sich durch eine scharfe nicht-triviale Analyse beschreiben. Vielmehr handle es sich bei „Wissen“ bereits um die allgemeinste faktive (d. h. Wahrheit implizierende) Beschreibung einer Haltung zu einer Aussage, die jemand haben könne, wenn er zu dieser Aussage überhaupt eine Haltung hat.
In seinem metaphilosophischen Buch The Philosophy of Philosophy entwirft Williamson eine Wissenschaftstheorie der Philosophie. Obwohl diese anders als andere Wissenschaften keine empirischen Daten bezieht, sondern allein im „Lehnstuhl“ stattfinde, sei sie in der Lage, Antworten auf relevante Probleme hervorzubringen. Dies liege nicht an der genialen Schöpfungskraft der Philosophen, sondern sei möglich mithilfe der Analyse alltäglicher Fähigkeiten und Anlagen. Als Beispiel nennt er die Intuitionen und Bewertungen, die wir zu kontrafaktischen Konditionalen zuverlässig entwickeln können.

## Veröffentlichungen (Auswahl)
- Identity and Discrimination. 2. Auflage. Wiley-Blackwell, Oxford 2013, ISBN 978-1-118-43259-4 (1. Ausgabe 1990).
- Vagueness. Routledge, London/New York 1994, ISBN 978-0-415-13980-9.
- Knowledge and Its Limits. OUP, Oxford 2002, ISBN 978-0-19-925656-3.
- The Philosophy of Philosophy. 2. Auflage. Wiley-Blackwell, Oxford 2021, ISBN 978-1-119-61667-2 (1. Auflage 2007).
- Modal Logic as Metaphysics. OUP, Oxford 2015, ISBN 978-0-19-870943-5.
- Ich habe recht. Du nicht. Reclam, Ditzingen 2017, ISBN 978-3-15-020469-6 (Originaltitel: Tetralogue: I'm Right, You're Wrong. 2015. Übersetzt von Ute Kruse-Ebeling).
- Doing Philosophy: From Common Curiosity to Logical Reasoning. OUP, Oxford 2018, ISBN 978-0-19-882251-6 (Neuveröffentlicht als Philosophical Method: A Very Short Introduction. OUP, 2020, ISBN 978-0198810001).
- Suppose and Tell: The Semantics and Heuristics of Conditionals. OUP, Oxford 2020, ISBN 978-0-19-886066-2.